# Güelf I de Baviera
Güelf I o Welf I (mort el 6 de novembre de 1101 a Pafos, Xipre) va ser duc de Baviera des 1070 a 1077 i des del 1096 fins a la seva mort. Va ser el primer membre de la branca güelfa de la casa d'Este. A la genealogia dels Welfs apareix com a Welf IV d'Altdorf.

## Família
Welf era el fill d'Albert Azzo II d'Este i la seva esposa Gwendolyn de Altdorf. Es va casar amb Etelinda de Nordheim amb la que no va tenir fills i de la que es va divorciar el 1069. Vers el 1070 es va casar en segones noces amb Judit de Flandes, filla del comte Balduí IV de Flandes:
- Welf II o Güelf II, nascut el 1072, duc de Baviera
- Enric el Negre (mort el 13 de desembre de 1126)
- Kunizza, morta el 6 de març de 1120, es va casar amb Frederic Rokhó, comte de Dießen (Diessen)

## Vida i regnat
Quan l'oncle matern de Welf, el duc Welf de Caríntia (també conegut com a Welf III), va morir sense fills, Welf va heretar la seva propietat patrimonial, principalment el comtat d'Altdorf. Welf estava casat amb Etelinda, filla del duc Otó II de Baviera.
Quan el seu sogre, el duc Otó de Nordheim (Otó II de Baviera) es va convertir en enemic del rei Enric IV i va perdre el seu ducat, Welf va romandre lleial al rei. Fidel en el compliment de les ordres d'Enric, va repudiar i es va divorciar de la seva dona Etelinda, i poc després (el 1070) la seva fidelitat va ser recompensada amb el seu nomenament com a duc de Baviera al lloc del seu sogre Otó. Aquest esdeveniment va tenir lloc a la dieta de Goslar el 1070, quan els Estats de Baviera van acceptar tranquil·lament al nou duc, que era el representant d'una de les famílies més antigues de la província. El seu repudi de la duquessa, que podria haver estat considerat injust, no sembla haver actuat a la seva contra. Encara que el seu pare, el marquès d'Este, guiat per la seva cosina Matilde de Canossa o Toscana, va seguir ferm en defensa dels interessos del papa, Welf, com a duc de Baviera tenia punts de vista que eren més propers als interessos d'Alemanya, i donava suport a l'emperador.
Durant la Querella de les Investidures, però, Welf va canviar de bàndol, declarant-se en contra de l'Emperador - va donar suport al Papa Gregori VII i va encapçalar el suport, el març de 1077, a l'elecció de Rodolf de Rheinfelden com anti-rei. El Papa i l'Emperador es van reconciliar superficialment el 1076, però l'any següent es va veure de nou involucrat activament en les hostilitats. Enric IV, a conseqüència d'aquests repetits actes de rebel·lió, va declarar a Welf deposat del seu ducat. No obstant això, amb el suport dels seus fidels bavaresos, i ajudat pel seu pare a Itàlia, Welf va ser capaç de mantenir de facto el seu càrrec, i desafiar obertament l'interdicte imperial de maig de 1077.
Welf es va unir als prínceps descontents que donaren suport a l'elecció de Rodolf, en un moment en què qualsevol que es negués a complir les directrius del Papa podia esperar ser excomunicat per l'Església, una amenaça potent i eficaç en les condicions socials i polítiques de l'època. No obstant això, Gregori va morir el 1085 i els seus successors van prendre part menys intensa en els assumptes d'Alemanya. Welf, tot i seguir al bàndol de l'església, va començar a relaxar-se en els seus esforços per mantenir al anti-rei.
El 1089, el fill de Welf, també anomenat Welf o Güelf, es va casar amb Matilde de Toscana, reforçant les relacions amb el Papa. No obstant això, després el jove Güelf es va divorciar de Matilde el 1095, Welf va fer les paus amb el rei Enric IV, i va ser ratificat en el seu càrrec com a duc de Baviera el 1096.
Després del divorci, el 1070, de la seva primera dona, Welf es va casar amb Judit de Flandes, filla del comte Balduí IV de Flandes, i vídua de Tostig Godwinson, earl de Northumbria.
Després de la mort del seu pare Albert Azzo II d'Este el 20 d'agost de 1097, Welf va tractar d'adquirir les propietat del seu pare al sud dels Alps, però no va tenir èxit contra el seu germanastre menor Fulcó I d'Este.
En 1099 Welf es va unir al que es coneixeria com la Croada de 1101, juntament amb Guillem IX d'Aquitània, Hug de Vermandois i Ida d'Àustria. El seu èxit principal va ser evitar un enfrontament entre els croats, que havien estat saquejant el territori romà d'Orient en el seu camí a Constantinoble, i els mercenaris petxenegs de l'emperador romà d'Orient. La mateixa Croada, després d'entrar a Anatòlia, va acabar desastrosament; quan havien passar Heraclea Cybistra (setembre del 1101), els bavaresos de Welf - i altres contingents de croats - van ser atacats i massacrats per les tropes turques de Kilidj Arslan I, el sultà de Rum a la batakka d'Heraclea.
Welf es va escapar del fiasco, però va morir en el seu camí de tornada, quan era a Pafos, Xipre, en 1101 i va ser enterrat a l'Abadia de Weingarten. El va succeir en el ducat de Baviera el seu fill Welf.